# Island Grove
Island Grove es el nombre de un complejo de convenciones, parque público y recinto ferial en Greeley, Colorado, EE. UU.. Consta de las siguientes instalaciones: El "Centro de Eventos" que es un estadio cubierto de 5.000 asientos que se inauguró en 2006 y se utiliza no solo para eventos deportivos, sino también para convenciones, conciertos, exposiciones de animales de granja, banquetes y otros eventos especiales. El "Bunkhouse" fue construido originalmente como el ayuntamiento de Greeley. Contiene 1.500 pies cuadrados (140 m²) de espacio para reuniones y un deck de 1.230 pies cuadrados (114 m²). El "edificio  4-H" cuenta con dos salas de reuniones con una longitud total de 7.955 pies cuadrados (739 m²). También hay una cocina de 1,032 pies cuadrados (96 m²), y un escenario permanente. El estadio al aire libre posee 9.410 plazas y se utiliza principalmente para rodeos y tiene capacidad para 15.000 conciertos ror. Hay varias suites de lujo, así como cuatro taquillas. El Pabellón de Grove Island fue construido en 2002 y contiene 9.180 pies cuadrados (853 m²) de espacio para eventos al aire libre. El edificio Livestock  de 30.000 pies cuadrados (3.000 m²) posee capacidad para 3.000 personas, también se puede utilizar como un pabellón deportivo. El edificio de Ferias contiene 24.200 pies cuadrados (2.250 m²) de espacio y contiene un pequeño vestíbulo y sala de reuniones. Se utiliza para ferias, convenciones y reuniones, con capacidad para 2100 personas.